# Aubin blanc
Pour les articles homonymes, voir Aubin.
Ne doit pas être confondu avec Aubun ou Aubin vert.
L'aubin blanc, ou aubin, est un cépage blanc originaire de la vallée de la Moselle dans l'Est de la France.

## Origine et répartition géographique
Le nom de l'aubin blanc est retrouvé pour la première fois dans un rapport d'août 1722 du parlement de la ville de Metz. Son nom vient du latin Albinus qui signifie blanchâtre.
L'aubin blanc est un ancien cépage précoce de Vitis vinifera. Les analyses génétiques ont montré qu'il résulte d'un croisement spontané entre le gouais (famille des Gouais) et le savagnin (famille des Traminers). Il est donc parent, entre autres, du chardonnay, de l'aubin vert, du räuschling (en) et du petit meslier, ce qui peut expliquer sa grande proximité apparente avec ce dernier. Par le passé, il était plus cultivé comme raisin de table que comme cépage de cuve.
L'aubin blanc est essentiellement présent, en proportion minoritaire, dans l'assemblage des vins blancs et rosés de l'appellation Côtes de Toul en Lorraine,. Ce cépage est en voie de disparition mais quelques plantations sont recensées, en Moselle et en Meurthe et Moselle, à Rozérieulles, Bruley et Bulligny et d'autres encore au Canada. En 2018, on recense 1,2 hectare en France. La superficie cultivée en France était de 3 ha en 1958, d'un hectare en 2006 et de 0,9 hectare en 2011.

## Caractéristiques ampélographiques
Ce cépage possède les caractéristiques suivantes:
- les grappes sont petites à moyennes, tronconiques, rarement ailées, plutôt compactes.
- les entre-nœuds sont généralement courts.
- les pédoncules sont forts, assez courts et peu ou pas lignifiés.
- les baies sont petites à moyennes, irrégulières et sphériques.
- la peau est de couleur blanc vert passant au vert fumeux à pleine maturité.
- la chair est peu juteuse, sucrée, agréable.
- le point pétiolaire et le début des nervures des feuilles sont rouges.
- le sinus pétiolaire est en V ouvert ou légèrement fermé, les bords étant alors superposés.

## Aptitudes culturales
La famille des Traminers est notoirement difficile à cultiver, avec une faible résistance aux maladies et de faibles rendements.
Ce cépage fleurit très tôt et risque donc les gelées tardives au printemps. Ses rameaux se cassent fréquemment lorsque le vent souffle violemment. Il est peu sensible à l'oïdium et au mildiou et possède une bonne résistance à la pourriture grise. Il est peu vigoureux, précoce et de fertilité moyenne.

## Potentiel technologique
Ce cépage donne un vin de qualité moyenne, souple et de couleur assez pâle. Les vins sont assez aromatiques (fleurs, asperge, citron, pomme verte, poire, abricot), peu alcooliques et ont une acidité moyenne,.
Son seul clone agréé porte le numéro 1262.

## Synonymes
L'aubin blanc est également connu sous les noms de:
- Albin Blanc
- Aneb ben Cadi
- Aubain
- Aubier (dans la vallée de la Marne)
- Aubin
- Aubin jaune
- Blanc de Creuë (dans la Meuse)
- Blanc de Magny (en Moselle)
- Gros Vert de Crenay